# Mistrzostwa Europy w Lekkoatletyce 1974 – bieg na 800 m kobiet

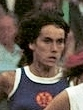
Gunhild Hoffmeister

Bieg na dystansie 800 metrów kobiet był jedną z konkurencji rozgrywanych podczas XI Mistrzostw Europy w Rzymie. Biegi eliminacyjne zostały rozegrane 2 września, biegi półfinałowe 3 września, a bieg finałowy 4 września 1974 roku. Zwyciężczynią tej konkurencji została reprezentantka Bułgarii Lilana Tomowa. W rywalizacji wzięło udział osiemnaście zawodniczek z dwunastu reprezentacji.

## Rekordy
| Rekord świata     | Swetła Złatewa (BGR) | 1:57,5 | Pireus, Grecja      | 24.08.1973 |
| Rekord Europy     | Swetła Złatewa (BGR) | 1:57,5 | Pireus, Grecja      | 24.08.1973 |
| Rekord mistrzostw | Vera Nikolić (YUG)   | 2:00,0 | Helsinki, Finlandia | 17.08.1971 |

## Wyniki

### Eliminacje
Rozegrano trzy biegi eliminacyjne. Do półfinałów awansowały po cztery najlepsze zawodniczki każdego biegu eliminacyjnego (Q), a także cztery spośród pozostałych z najlepszymi czasami (q).
Bieg 1
| Miejsce | Zawodniczka            | Czas   | Uwagi |
| ------- | ---------------------- | ------ | ----- |
| 1       | Marie-Françoise Dubois | 2:01,2 | Q     |
| 2       | Elżbieta Katolik       | 2:01,4 | Q     |
| 3       | Mariana Suman          | 2:01,5 | Q     |
| 4       | Nina Morgunowa         | 2:01,7 | Q     |
| 5       | Mary Purcell           | 2:02,8 | q     |
| 6       | Birgitte Jennes        | 2:09,2 |       |

Bieg 2
| Miejsce | Zawodniczka           | Czas   | Uwagi |
| ------- | --------------------- | ------ | ----- |
| 1       | Gunhild Hoffmeister   | 2:02,6 | Q     |
| 2       | Gisela Klein          | 2:02,7 | Q     |
| 3       | Nijolė Sabaitė        | 2:02,9 | Q     |
| 4       | Nikolina Szterewa     | 2:03,1 | Q     |
| 5       | Anne-Marie Van Nuffel | 2:03,6 | q     |
| 6       | Rosemary Wright       | 2:03,9 | q     |

Bieg 3
| Miejsce | Zawodniczka           | Czas   | Uwagi |
| ------- | --------------------- | ------ | ----- |
| 1       | Lilana Tomowa         | 2:02,1 | Q     |
| 2       | Walentina Gierasimowa | 2:02,2 | Q     |
| 3       | Waltraud Pöhland      | 2:02,3 | Q     |
| 4       | Gunilla Lindh         | 2:02,3 | Q     |
| 5       | Lesley Kiernan        | 2:02,8 | q     |
| 6       | Jolanta Januchta      | 2:04,7 |       |

### Półfinały
Rozegrano dwa półfinały. Do finału awansowały po cztery najlepsze zawodniczki każdego biegu półfinałowego (Q).
Półfinał 1
| Miejsce | Zawodniczka            | Czas   | Uwagi |
| ------- | ---------------------- | ------ | ----- |
| 1       | Mariana Suman          | 2:00,2 | Q     |
| 2       | Marie-Françoise Dubois | 2:00,3 | Q     |
| 3       | Walentina Gierasimowa  | 2:00,8 | Q     |
| 4       | Gisela Klein           | 2:01,5 | Q     |
| 5       | Waltraud Pöhland       | 2:01,9 |       |
| 6       | Mary Purcell           | 2:04,0 |       |
| 7       | Nikolina Szterewa      | 2:04,1 |       |
| 8       | Rosemary Wright        | 2:04,9 |       |

Półfinał 2
| Miejsce | Zawodniczka           | Czas   | Uwagi |
| ------- | --------------------- | ------ | ----- |
| 1       | Gunhild Hoffmeister   | 2:03,0 | Q     |
| 2       | Elżbieta Katolik      | 2:03,1 | Q     |
| 3       | Lilana Tomowa         | 2:03,3 | Q     |
| 4       | Nina Morgunowa        | 2:03,6 | Q     |
| 5       | Anne-Marie Van Nuffel | 2:04,1 |       |
| 6       | Lesley Kiernan        | 2:05,4 |       |
| –       | Gunilla Lindh         | DNS    |       |
| –       | Nijolė Sabaitė        | DNS    |       |

### Finał
| Miejsce | Zawodniczka            | Czas    | Uwagi |
| ------- | ---------------------- | ------- | ----- |
| 1       | Lilana Tomowa          | 1:58,14 | CR    |
| 2       | Gunhild Hoffmeister    | 1:58,81 | NR    |
| 3       | Mariana Suman          | 1:59,84 |       |
| 4       | Marie-Françoise Dubois | 1:59,94 | NR    |
| 5       | Walentina Gierasimowa  | 2:00,10 |       |
| 6       | Nina Morgunowa         | 2:00,76 |       |
| 7       | Elżbieta Katolik       | 2:01,37 |       |
| 8       | Gisela Klein           | 2:01,48 |       |